# Dry Strait
Dry Strait is een zeestraat in de Alexanderarchipel in de Alaska Panhandle in het zuidoosten van Alaska in de Verenigde Staten.

## Geografie
De zeestraat verbindt de Frederick Sound in het noorden met de Sumner Strait in het zuiden. Ten oosten ligt Dry Island (voor de kust van het vasteland van Alaska) en in het westen Mitkof Island. Dry Island ligt in de delta van de Stikine die zowel ten noorden in de Frederick Sound, in de Dry Strait als in de Sumner Strait uitmondt. Ondanks dat het de breedste zeestraat van de Inside Passage is op deze breedtegraad, wordt Dry Strait minder vaak gebruikt door zeeschepen omdat de zeestraat sterk wordt beïnvloed door de ondiepe wateren van de Stikine-rivierdelta. De Stikine-rivierdelta breidt zich voortdurend uit en zet sediment af op de bodem, waardoor er overal in de zeestraat getijdenvlakten ontstaan. Het scheepvaartverkeer tussen Wrangell en Petersburg maakt doorgaans gebruik van de smallere Wrangell Narrows tussen Mitkof Island en Kupreanof Island, terwijl grotere schepen hier de Inside Passage volledig vermijden en een route over de open oceaan via de Chatham Strait nemen.
Het waterlichaam ligt in de mariene ecoregio Noord-Amerikaans Pacifisch Fjordland.

## Geschiedenis
Ten tijde van de Russische verkenning van de regio stond de zeestraat bekend als Sukhoy Strait. De zeestraat kreeg zijn naam, vermoedelijk, vanwege het feit dat het bij eb vaak droog staat.